# Adam
Pour les articles homonymes, voir Adam (homonymie).
Adam (hébreu : אָדָם, araméen/syriaque : ܐܕܡ, arabe : آدم), en ancien français Adan, est un personnage de la Torah, de la Bible et du Coran. Il est mentionné dans le livre de la Genèse qui date du premier millénaire avant Jésus-Christ. Dans ce texte, qui fonde les croyances juives, chrétiennes et musulmanes, Adam est le premier homme (au sens d'être humain) créé par Dieu. Il meurt à 930 ans (Genèse : 5-5).

## Origine du nom d'Adam

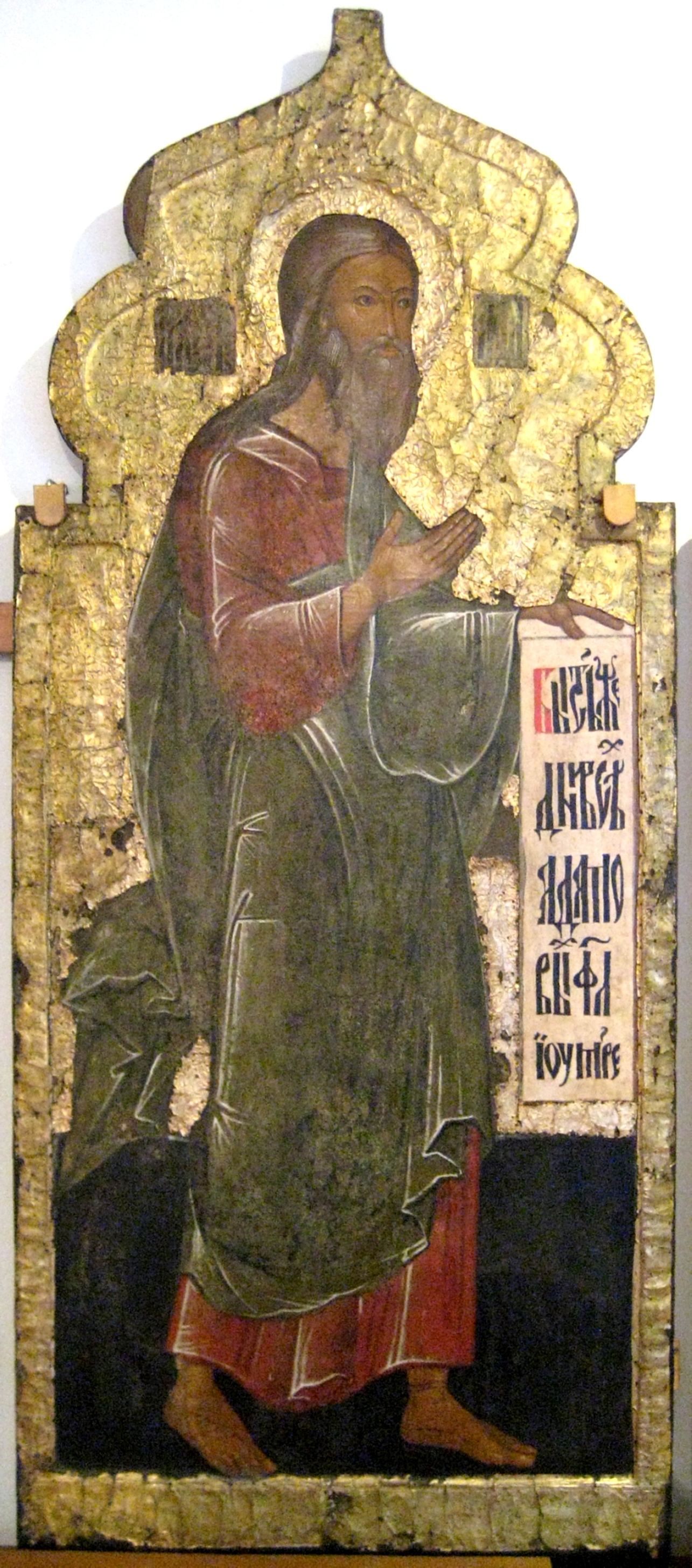
Icône orthodoxe d'Adam (1630).

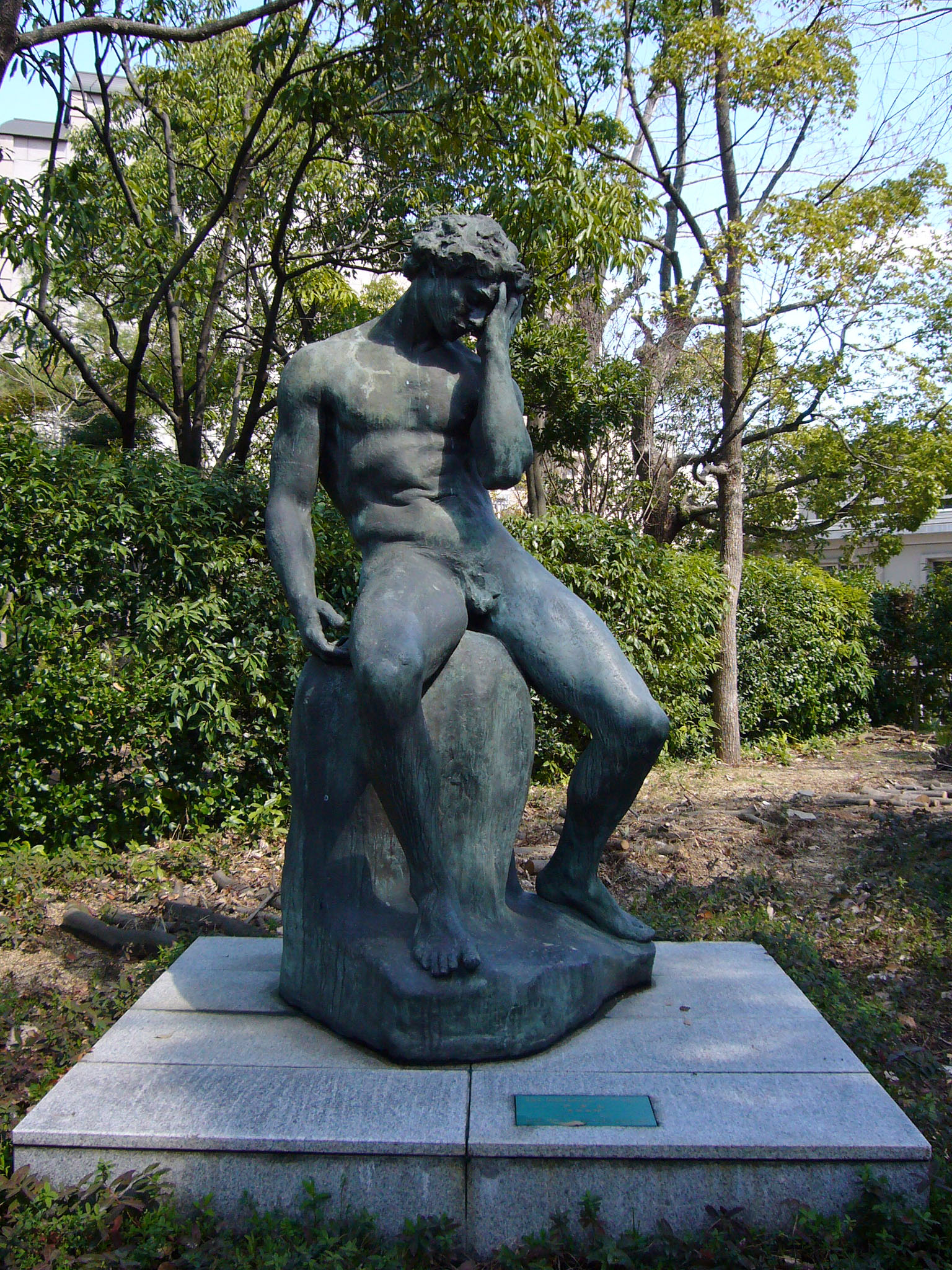
Adam par Antoine Bourdelle (1861-1929), préfecture de Kobe Japon.

L'onomastique propose plusieurs pistes pour l'origine du nom d'Adam.
Le nom générique adam (« humanité ») se retrouve dans plusieurs langues sémitiques. Ainsi, des tablettes d'Ougarit révèlent qu'en langue ougaritique, l'humanité se dit « adm », qui donne en hébreu « Adam », le premier homme.
Dans Genèse 2:7, « Élohim forma ha-adam, poussière de ha-adama ». Ha-adam, c'est « l'homme », littéralement « le terreux, le glaiseux » ; ha-adama est « la terre », « la glaise ». Le jeu de mots étymologique de la Bible est analogue au latin homo qui tire son origine d'humus. Mais cette étymologie populaire qui fait venir Adam d’adama ne tient pas compte du mode de formation des mots de la langue hébraïque : elle se fait du plus court au plus long, parallèlement à l'élaboration des notions. C'est donc Adam qui a donné adama et non pas le contraire. Dans le texte, la terre n'est nommée adama qu'après la formulation par Dieu du projet de créer Adam. Auparavant, elle s'appelle eretz.
Le nom ha adam (l’humain) est pris en son sens collectif dans la première partie du récit de la Genèse. Il ne devient un nom propre individuel désignant le personnage d'Adam qu'en Genèse 4:25.
En dehors de la Bible, plusieurs mythologies analogues existent dans le Proche-Orient antique. Dans l'épopée mésopotamienne d'Atrahasis, la déesse Nintu utilise de l'argile pour créer l'humanité. Dans la mythologie égyptienne, le dieu-potier Khnoum, tel un potier, façonne sur son tour les hommes avec de la glaise.
Adam pourrait aussi dériver d'une autre racine sémitique, adom, « rouge » comme le sang, et faire référence à l'épopée babylonienne d'Enuma Elish dans laquelle Ea tue Kingu et avec son sang crée l'humanité.
Enfin, le nom propre « Adam » existe antérieurement à son utilisation générique dans les langues sémitiques. Il est notamment attesté chez un souverain d'Assyrie nommé Adamu. L'auteur biblique a peut-être voulu rédiger un texte polémique anti-assyrien, en désignant Adam par un nom qui rappelle que le premier homme embrassait une religion polythéiste originaire de Mésopotamie.
Dans la tradition juive, le midrash (exégèse juive) propose plusieurs explications au nom « Adam » :
1. ADAM se composerait d'ED (l'Ed, « siège de la terre ») et DAM (le « sang », siège de l'âme) ;
2. ADAMA serait ADAM MA, « l'homme-quoi », l'homme qui pose des questions ;
3. ADAM viendrait d'ADAMA (la « terre ») et EDAME (« je ressemblerai », Isaïe 14:14). C'est celui qui peut s'élever si haut qu'il devient à la ressemblance de Dieu, et descendre si bas qu'il est plus bas que le végétal, voire le minéral ;
4. Il existe un notarikon d'ADaM, Abraham, David, Messie (Avraham David Mashia'h).

Du mot Ed est dérivé ADeret (« la cuirasse »), ADon (« le dominateur »), ADir (« le fort »). En termes de microsémantique, Ed suggérerait l'énergie vitale. D'Ed vient Adam, bien sûr, mais aussi Adom (rouge), le rouge étant la couleur la plus vive.[réf. nécessaire]
Dans la tradition musulmane, certains savants sont d'avis que le nom « Adam » serait en lien avec sa couleur de peau noire. Ils s'appuient sur le verset Surah Al-Hijr 15:26 où Allah explique comment il a créé l'homme, le terme arabe « ham-a », interprété par Al-Mahalli et Al-Suyuti, dans leur ouvrage Tafsir Al-Jalalain, comme « boue noire ». Al-Tabari, dans son exégèse, précise : « Quant à Ses mots "De hama-a masnoun", hamaa est le pluriel de ham-a et désigne de la boue qui a changé et est devenue noire ». Al-Shawkani ajoute que « ham-a » fait référence à de la boue noire, qu’elle ait changé ou non. Al-Baidawi et Al-Baghawi confirment également cette interprétation, en ajoutant : « Certaines traditions rapportent qu'Allah a fermenté la boue utilisée pour créer Adam et l’a laissée reposer jusqu’à ce qu’elle devienne noire, puis Il en a créé Adam ». Plusieurs savants musulmans apporte des précisions sur la signification du terme « Adam ». Abu Mansur al-Tha'alibi (mort en 1038) écrit dans Fiqh Al-Lughah : « Si le teint d’une personne dépasse la teinte asmar, alors elle est dite adam ». Le savant en tafsir, hadith, fiqh, aqida et langue arabe, Ibn Al-Athir (mort en 1210), précise dans son ouvrage Al-Nihaaya Fi Ghareeb Al-Hadith wa Al-Athar : « Lorsqu’il est utilisé pour décrire une personne, adam signifie très asmar ». En arabe, « asmar » signifie brun, ce qui fait que « adam » désigne quelqu'un ayant la peau ou le teint très foncé. Ibn Mandhur (mort en 1312) note dans Lisan Al-Arab, qui est l'un des dictionnaires les plus vastes et les plus détaillés de la langue arabe : « Les avis divergent sur la raison pour laquelle Adam a été nommé ainsi... certains disent qu'il a été nommé Adam en raison de la couleur adam qu'Allah lui a donnée ». Al-Khazin (mort en 971) explique également : « Adam a été nommé ainsi car il a été créé à partir de la adeem (surface) de la terre et parce qu’il avait un teint adam »,.

## Dans la Bible

### Création et jardin d'Éden

La création d'Adam, bas-relief d'Andrea Pisano.

Selon le livre de la Genèse, Adam (en hébreu « אדם », du mot « אדמה », la terre et أدم  en arabe) est le premier homme créé par Dieu lors du sixième jour de la Création. Dieu le fit à partir de la poussière de la terre, qu'il façonna à son image, avant de l'animer de son souffle. Au début, Adam représente le mâle et la femelle (« Dieu créa Adam à Son image, à l'image de Dieu Il le créa, mâle et femelle Il les créa »).
Comme Dieu considérait qu'il n'était pas bon pour l'homme d'être seul, il modela des animaux qu'il amena à Adam pour voir comment il les appellerait. Adam donna un nom à chacun d'entre eux, mais ne se trouva pas de compagnie qui lui convienne. Alors Dieu l'endormit, et lui créa une femme à partir d'un de ses côtés ou d'une de ses côtes [d'Adam] (la mention d'une côte serait en réalité, dans une légende sumérienne antérieure, un jeu de mots, côte et vie étant en sumérien presque homographes. Ce jeu de mots aurait disparu à la traduction en hébreu).
Adam reconnut la femme comme chair de sa chair et os de ses os, c'est-à-dire « tirée de lui ». Adam reconnut la femme pour sa compagne, et Dieu leur commanda d'être féconds, de soumettre les animaux et de manger des végétaux[réf. souhaitée].
Le premier couple fut placé par Dieu dans le jardin d'Éden, pour qu'Adam cultive le sol et garde le jardin.

### La rupture de l'Alliance entre Dieu et Adam

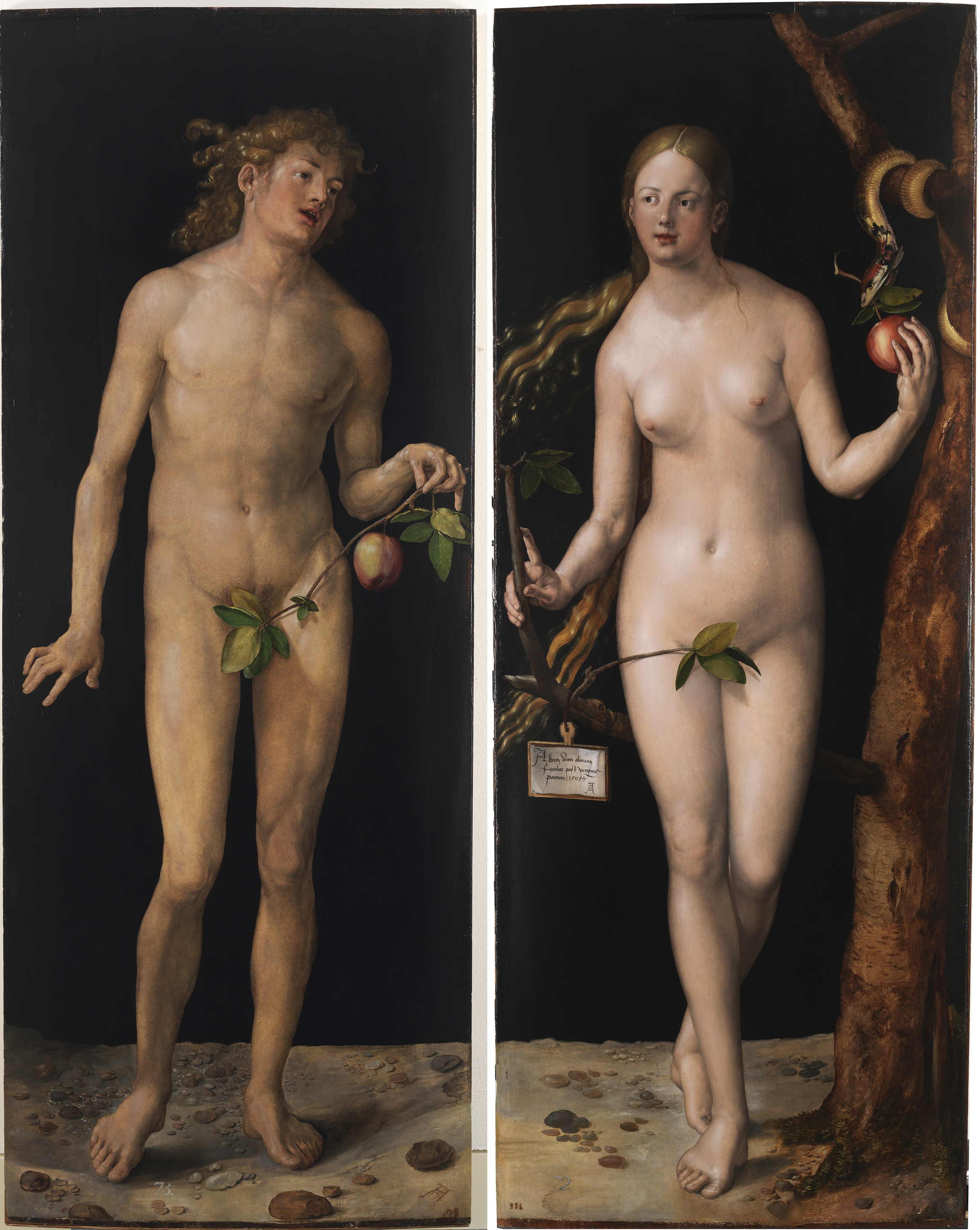
Adam et Ève d'Albrecht Dürer, 1507.

Dieu avait tout autorisé à Adam, sauf la consommation du fruit de l'arbre de la connaissance du bien et du mal, en lui disant : « de celui-là, tu n'en mangeras pas, car le jour où tu en mangeras, tu mourras ». Le Serpent (Nahash en hébreu), décrit comme « le plus rusé des animaux » apparut et dit à la femme que Dieu mentait, qu'ils n'en mourraient pas, mais que leurs yeux s'ouvriraient et que leur nouvelle connaissance les apparenterait à des dieux.
La femme mangea du fruit défendu et en donna à Adam qui en mangea à son tour. Mais après avoir goûté à ce fruit, ils virent qu'ils étaient nus et allèrent se cacher. Lorsque Dieu interpella Adam, Dieu s’aperçut qu'ils étaient cachés, et, lui demandant pourquoi, Adam répondit : « Je t'ai entendu dans le jardin et j'ai eu peur, car je suis nu ; alors je me suis caché. » C'est ainsi que Dieu s’aperçut qu'ils avaient goûté au fruit défendu, car, lorsqu'il demanda « Qui t'a appris que tu es nu ? », Adam dut avouer sa faute en admettant avoir mangé le fruit.
Alors Dieu prononça le jugement, énumérant les conséquences de la transgression : le serpent serait maudit et devrait ramper, tandis que Dieu jeta l'hostilité entre la femme et le serpent, entre la descendance du serpent et la descendance de la femme, en ajoutant que « celle-ci [la descendance de la femme] t'écrasera la tête, et toi [le serpent], tu lui mordras le talon. » Dieu dit ensuite à la femme « je rendrai tes grossesses très pénibles, et tu mettras tes enfants au monde dans la souffrance. Ton désir se portera sur ton mari, mais lui te dominera. » Enfin, Dieu dit à l'homme « à cause de toi, le sol est maudit. C'est avec beaucoup de peine que tu en tireras ta nourriture tout au long de ta vie. […] Tu tireras ton pain à la sueur de ton front jusqu’à ce que tu retournes au sol dont tu as été tiré, car tu es poussière et tu devras retourner à la poussière ».

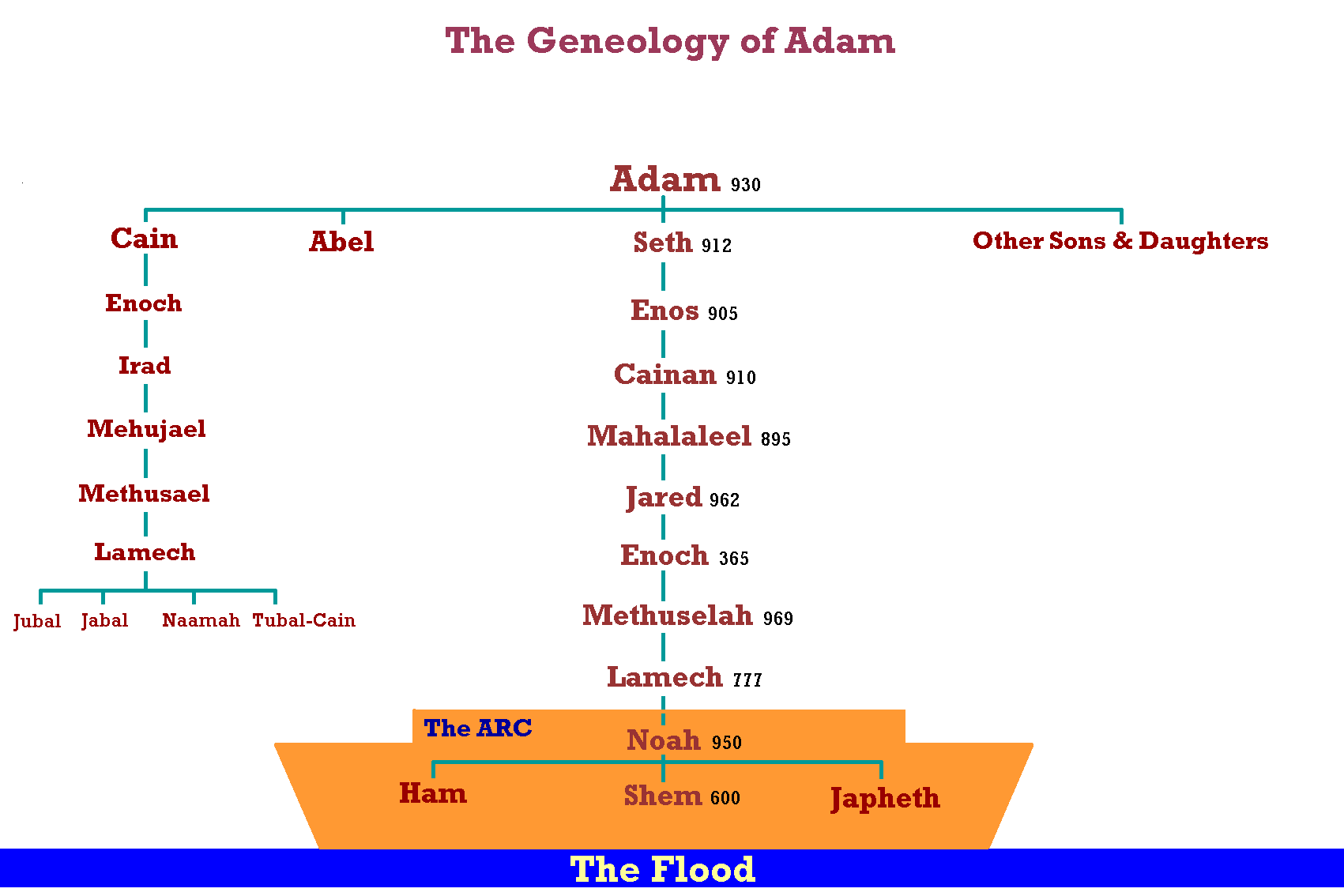
Généalogie d'Adam.

Adam donna à sa femme le nom « Havah », Ève (Vie) car elle est la mère de toute vie humaine. Puis Dieu fit à Adam et à sa femme des vêtements de peaux pour les habiller. Il prononça les mots suivants : « Voici que l'homme est devenu comme l'un de nous, pour le choix entre le bien et le mal. Maintenant, il ne faut pas qu'il tende la main pour cueillir aussi du fruit de l'arbre de la vie, qu'il en mange et qu'il vive éternellement. »
Alors Dieu chassa Adam et Ève du jardin d'Éden, pour qu'ils travaillent le sol d'où ils avaient été tirés. Après avoir chassé l'homme, il posta des chérubins à l'est du jardin d'Éden pour barrer l'accès de l'Arbre de vie.
Le récit attribue d'abord trois fils à Adam et Ève : Caïn, Abel et Seth, et d'autres enfants dont le nom n'est pas donné, puis comme petits-enfants Henoch et Enosh. Adam meurt à 930 ans.
La suite du livre de la Genèse raconte que, neuf générations après Adam et Ève, l'humanité née du premier couple a disparu sous le Déluge à l'exception de Noé et sa famille (sa femme, ses fils Japhet, Sem, Cham et leurs femmes), à qui Dieu a confié la tâche de refonder l'humanité. Dans la Bible, Noé est donc le plus récent ancêtre commun à toute l'humanité.

## Dans l’islam
Dans l’islam, Adam est le premier homme créé par Allah. C’est de lui que tous les êtres humains descendent.
Sourate, Al-Baqara : Lorsque Ton Seigneur confia aux Anges : « Je vais établir sur la terre un vicaire (khalifah) », ils dirent : « Vas-Tu en désigner un qui y mettra le désordre et répandra le sang, quand nous sommes là à Te sanctifier et à Te glorifier ? ». Il dit : « En vérité, Je sais ce que vous ne savez pas ! » (Coran 2:30).

### Création
La création d’Adam s’est faite à partir d’argile. Allah a envoyé les anges dans le monde entier pour y recueillir de la terre. Elle était de diverses couleurs : rouge, blanche, brune, noire. C’est pour cela que tous les êtres humains ont des couleurs de peau, des traits de caractères, des apparences diverses.
Dieu a honoré Adam en le créant de sa propre main. Puis Il lui a insufflé son souffle de vie. Et une fois l’âme insufflée, Il ordonna aux anges de se prosterner. Dieu dit : « lorsque ton Seigneur dit aux anges : « Je vais créer un être humain à partir de l’argile. Une fois que Je lui aurai donné sa forme définitive et l’aurai animé de Mon souffle, vous vous prosternerez devant lui. ». (Al-Hijr - v:28-v:33)

### Orgueil d’Ibliss

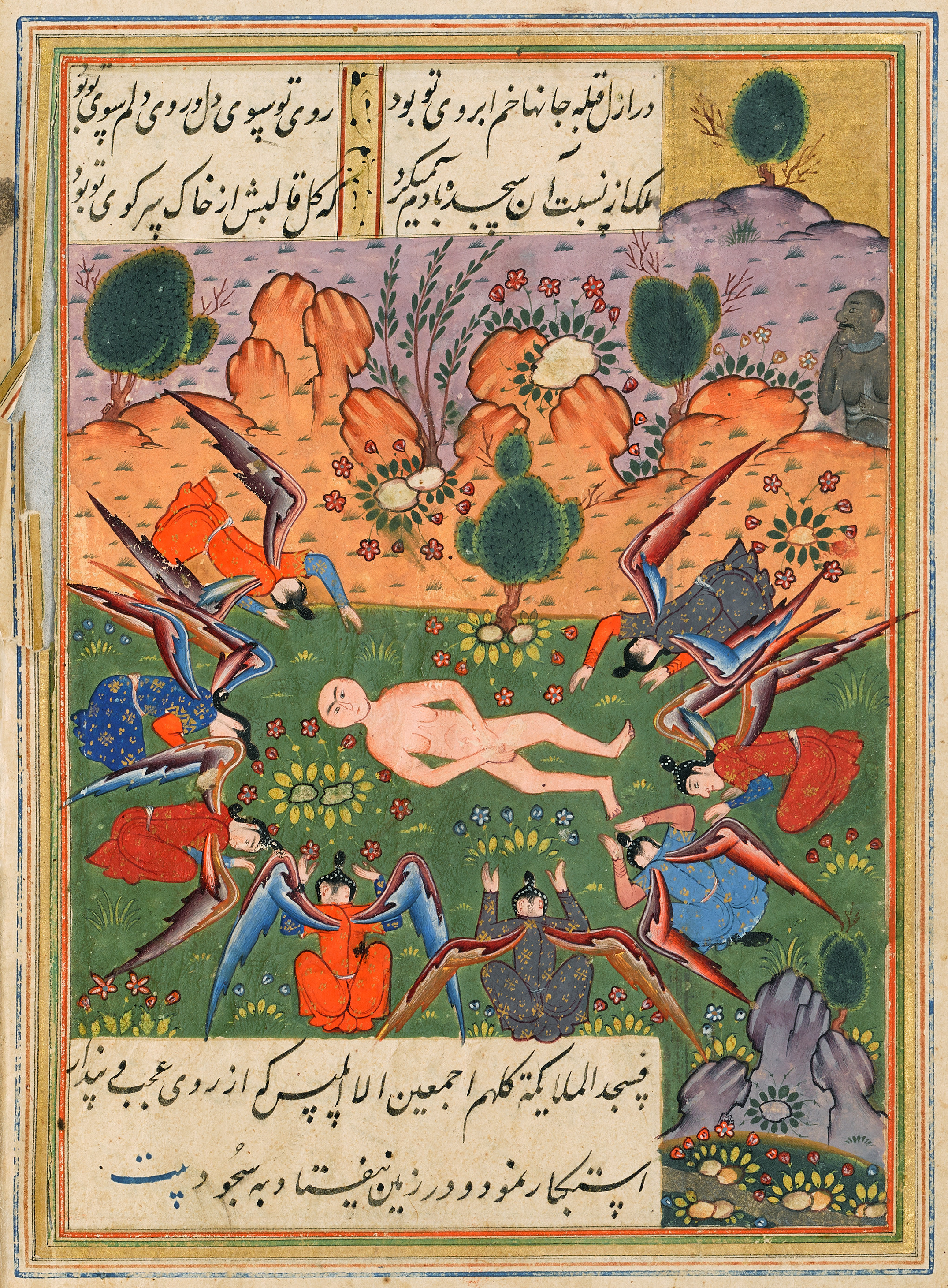
Adam au milieu des anges prosternés devant lui. En haut à droite, Iblis (Satan), la peau sombre symbolisant la noirceur de son âme, refuse d’obéir à l’ordre de Dieu.

Sourate Al-Baqara : « Et lorsque Nous demandâmes aux Anges de se prosterner devant Adam, ils se prosternèrent à l’exception d’Iblîs qui refusa, s’enfla d’orgueil et fut parmi les infidèles ». (Coran 2:34)
Sourate Al-A'raf : Dieu dit « Nous vous avons créés, Nous vous avons modelés. Puis Nous avons dit aux anges : « prosternez-vous devant Adam ! Tous s’exécutèrent, Satan seul refusa de s’incliner.». (Coran 7:11) 
Sourate Al-Hijr : « Alors Dieu dit : « Ô Iblis! Pourquoi n’es-tu pas au nombre des prosternés ? » (Coran 15:32).
Sourate Al-Hijr : « Il dit : « Je ne suis pas tel à me prosterner devant un homme que Tu as créé d’argile sonnante, extraite d’une boue malléable. » ». (Coran 15:32)
Sourate Al-A'raf : Allah dit : Qu’est-ce qui t’a empêché de te prosterner quand Je te l’ai commandé ? Il répondit : Je suis meilleur que lui : Tu m’as créé de feu, alors que Tu l’as créé d’argile.(Coran 11-27)
Sourate Sad : Dieu dit « Alors sors d’ici, car te voilà banni !  Et la malédiction sera sur toi jusqu’au Jour du Jugement ! » (Coran 38:77-38:78)
Sourate Al-A'raf : « Seigneur, dit Iblîs, donne-moi donc un délai, jusqu’au jour où ils seront ressuscités ». (Coran 38:79)
Sourate Sad :« Allah dit Tu es de ceux à qui un délai est accordé ». (Coran 38:80)
Ainsi, bien que Satan se soit excusé, Allah ne lui a pas pardonné, car il a désobéi au commandement divin. Dieu dit : «Seigneur, dit Satan, puisque Tu m’as égaré, je m’emploierai à égarer les hommes, en embellissant, à leurs yeux, la vie sur Terre, excepté les fidèles que Tu auras élus. » Dieu dit « voici une règle qui sera souveraine. Tu n’auras aucune prise sur Mes serviteurs, excepté ceux qui te suivront parmi les dévoyés et qui se retrouveront tous dans la Géhenne. ».

### Adam et Ève

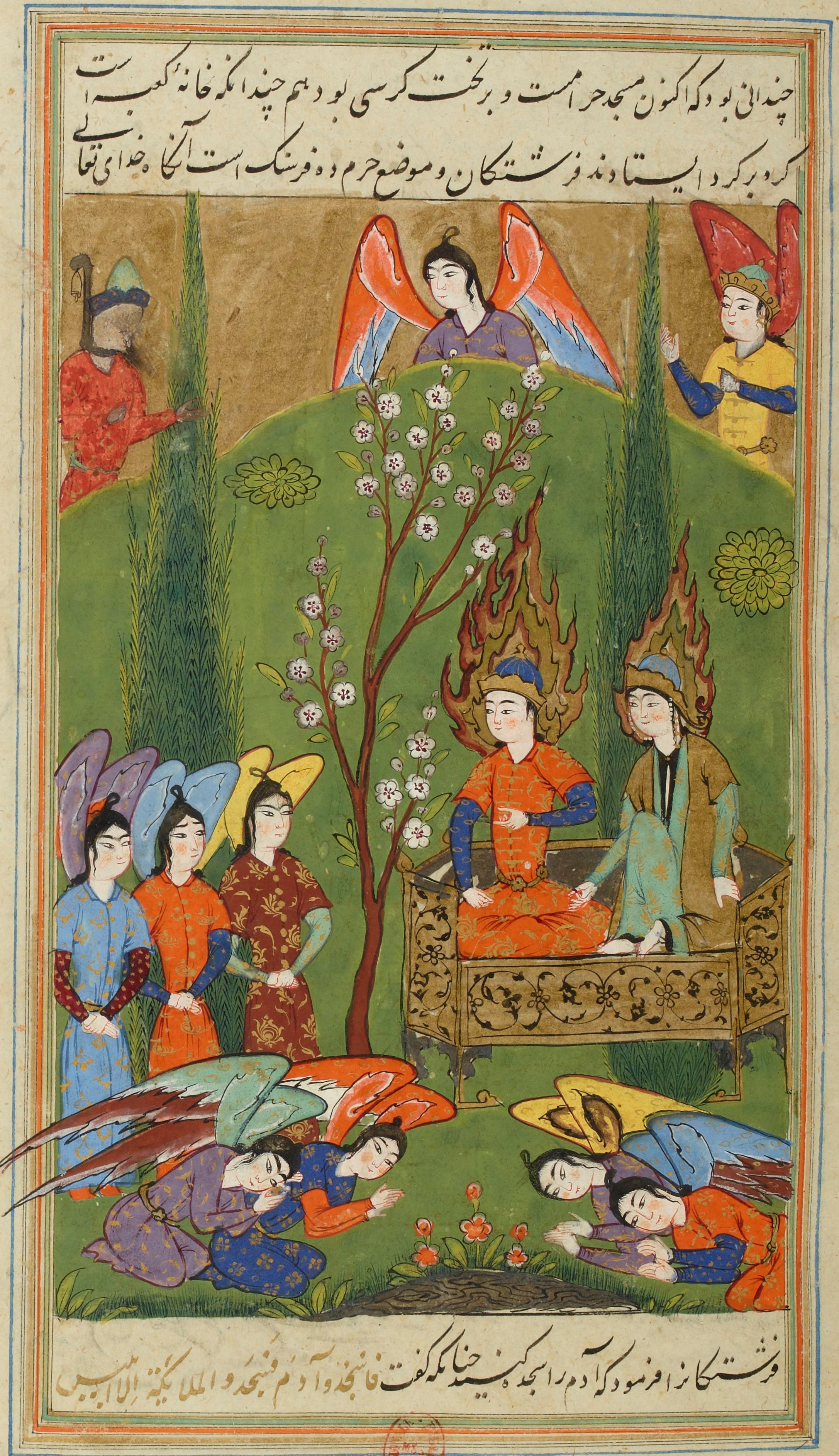
Adam et Eve adorés par les anges.

Alors un matin, lorsqu’il s’éveilla, il vit une femme qui l’observait. Adam ouvrit les yeux et vit une jolie femme qui l’observait, penchée sur lui. Surpris, il demanda à la femme pourquoi elle avait été créée. Elle lui dit qu’elle était là pour combler sa solitude et pour qu’il puisse vivre en toute tranquillité auprès d’elle. Les anges questionnèrent Adam ; ils savaient que celui-ci possédait un savoir qui leur faisait défaut et qui était essentiel à la vie des hommes sur terre. Ils demandèrent : « Qui est-ce? »  Et Adam répondit : « C’est Ève ».
Ève est appelée Hawwa, en arabe; ce nom provient du mot-racine hay, qui signifie « vivre ».  Ève est une variante du nom hébreu Havva, qui tire aussi ses origines du mot-racine hay.  Adam dit aux anges qu’Ève avait été ainsi nommée parce que créée d’une partie de lui-même et qu’il était lui-même un être vivant.
Sourate An-Nisa : « Et Dieu dit : « Ô hommes !  Craignez votre Seigneur, qui vous a créés d’un seul être et qui a créé, à partir de celui-ci, sa compagne; puis, de [l’union de] ces deux-là, Il a fait proliférer de tous côtés une multitude d’hommes et de femmes,. » (Coran 4:1)
Adam et Ève habitaient tranquillement au paradis. Le judaïsme, le christianisme et l’islam s’entendent tous sur ce fait.  L’islam nous apprend qu’Adam et Ève avaient tout le Paradis pour eux seuls et que Dieu dit à Adam :
« Ô Adam ! Habitez le Paradis, toi et ton épouse, et mangez de tous ses fruits à votre guise... » (Al-Baqara Coran 2:35).  
Sourate Al-Baqara : Allah continue de s’adresser à Adam et Ève en les mettant en garde : «...n’approchez pas de l’arbre que voici, sinon vous seriez du nombre des injustes. » (Coran 2:35)   
Satan était donc dans le Paradis avec Adam et Ève, et il avait juré de les égarer et de les tromper, eux et leurs descendants.  
Sourate Al-A'raf : Il dit : «... je me tiendrai à l’affût d’eux sur Ton droit chemin.  Puis je les assaillirai par devant, par derrière, par la droite et par la gauche. » (Coran 7:16-17). Arrogant, Satan se croyait meilleur qu’Adam et toute l’humanité qui descendrait de lui.  Satan est très rusé et sait très bien où se cachent les faiblesses des hommes; il connaît leurs désirs et leurs passions. Satan n’a jamais dit à Adam et Ève « Allez manger de cet arbre », tout comme il ne leur a pas ouvertement dit de désobéir à Dieu.  Il l’a plutôt chuchoté dans leur cœur et y a semé des pensées et des envies troublantes.
Sourate Al-A'raf : Puis, le Diable, afin de leur rendre visible ce qui leur était caché - leurs nudités - leur chuchota, disant : « Votre Seigneur ne vous a interdit cet arbre que pour vous empêcher de devenir des Anges ou d’être immortels ! » (Coran 7:20).
Sourate Ta-ha : « Adam et Ève, mangèrent ainsi des fruits de l’arbre. Et c’est ainsi que leur nudité leur apparut, et qu’ils se mirent à se couvrir avec des feuilles du Paradis. Voilà comment Adam désobéit à son Seigneur et s’égara.  Par la suite, son Seigneur l’accueillit dans Sa grâce, lui pardonna et le remit sur la bonne voie. » (Coran 20:121-122).
Sourate Al-A'raf : « Alors, il les fit tomber par tromperie. Puis, lorsqu’ils eurent goûté de l’arbre, leurs nudités leur devinrent visibles; et ils commencèrent tous deux à y attacher des feuilles du Paradis. Et leur Seigneur les appela : Ne vous avais-Je pas interdit cet arbre ? Et ne vous avais-Je pas dit que le Diable était pour vous un ennemi déclaré ? » (Coran 7:22).
Sourate Al-A'raf : « Tous deux dirent : Ô notre Seigneur ! Nous avons fait du tort à nous-mêmes. Et si Tu ne nous pardonnes pas et ne nous fais pas miséricorde, nous serons très certainement du nombre des perdants ». (Coran 7:23)
Dieu dit, dans le Coran : « À force de séduction, il (Satan) entraîna leur chute. » (Coran 7:22).
Sourate Ta-Ha : Dieu dit : « Descendez d’ici!  Vous serez sans cesse ennemis les uns des autres! Et si un guide vous vient de Ma part, quiconque le suivra ne s’égarera pas et ne sera point malheureux ». (Coran 20:123).
Sourate Al-Baqara : « Nous dîmes alors : « Descendez tous de ces lieux ! Et toutes les fois que Je vous ferai parvenir Mes directives, ceux qui les suivront n’auront à éprouver ni crainte ni chagrin. Quant à ceux qui n’en tiendront pas compte et qui traiteront Nos signes de mensonges, ceux-là seront voués à l’Enfer qui constituera leur demeure éternelle.» » (La Vache 2: 36-39).
Sourate Al-A'raf : « Il y aura pour vous, sur terre, un séjour et des moyens de subsistance pour un temps.»  Puis Il dit : « Là vous vivrez, là vous mourrez, et de là on vous fera sortir. » (Coran 7:24–25).
Adam et Ève descendirent donc du Paradis et commencèrent une nouvelle vie sur terre. Dieu leur avait pavé la voie de plusieurs façons.  Il leur avait fait connaître les chuchotements de Satan et ils savaient qu’ils devaient maintenant chercher à s’en prémunir.  Il avait appris à Adam le nom de toutes choses et lui avait appris leurs caractéristiques et leur utilité.  Adam entreprit donc de jouer son rôle de vice-roi et de prophète de Dieu, sur terre.
Dieu donna à Adam, Son premier prophète, la responsabilité d’enseigner à son épouse et à ses enfants la façon d’adorer Dieu et de Lui demander pardon. Adam établit les lois de Dieu sur terre et s’efforça de subvenir aux besoins des siens en travaillant la terre.  Sa tâche consistait à perpétuer la race humaine, à cultiver la terre et à construire des abris pour les siens. Il devait également élever des enfants qui allaient vivre en conformité avec les lois de Dieu et qui allaient prendre soin de la terre.

« Coran, Sourate
Al-Mu'minun :

Nous avons certes créé l'homme d'un extrait d'argile.
(12)
puis Nous en fîmes une goutte de sperme dans un reposoir solide.
(13)
Ensuite, Nous avons fait du sperme une adhérence; et de l'adhérence Nous avons créé un embryon ; puis, de cet embryon, Nous avons créé des os et Nous avons revêtu les os de chair. Ensuite, Nous l'avons transformé en une tout autre création. Gloire à Allah le Meilleur des créateurs !
(13)
Et puis, après cela vous mourrez.
(14)
Et puis au Jour de la Résurrection vous serez ressuscités.
(15)
Nous avons créé, au-dessus de vous, sept cieux. Et Nous ne sommes pas inattentifs à la création.
(16)
Et Nous avons fait descendre l'eau du ciel avec mesure. Puis Nous l'avons maintenue dans la terre, cependant que Nous sommes bien Capable de la faire disparaître.
(17).
Il vous a créés d’une personne unique et a tiré d’elle son épouse. Et Il a fait descendre [créé] pour vous huit couples de bestiaux. Il vous crée dans les ventres de vos mères, création après création, dans trois ténèbres. 
Tel est Allah, votre Seigneur ! A Lui appartient toute la Royauté. Point de divinité à part Lui. Comment pouvez-vous vous détourner de son culte ? 
— Sourate 67 » »

## Traditions religieuses

### Traditions juives et chrétiennes

#### Selon les traditions juives
Adam est animé par le souffle de Dieu (le grec πνεύμα / pneúma comme l'hébreu ru'ah signifient aussi bien « vent » qu'« esprit »), selon le principe commun aux mondes grec et hébreu selon lequel un être animé est un être qui respire et qui possède une âme.

#### Selon les traditions chrétiennes

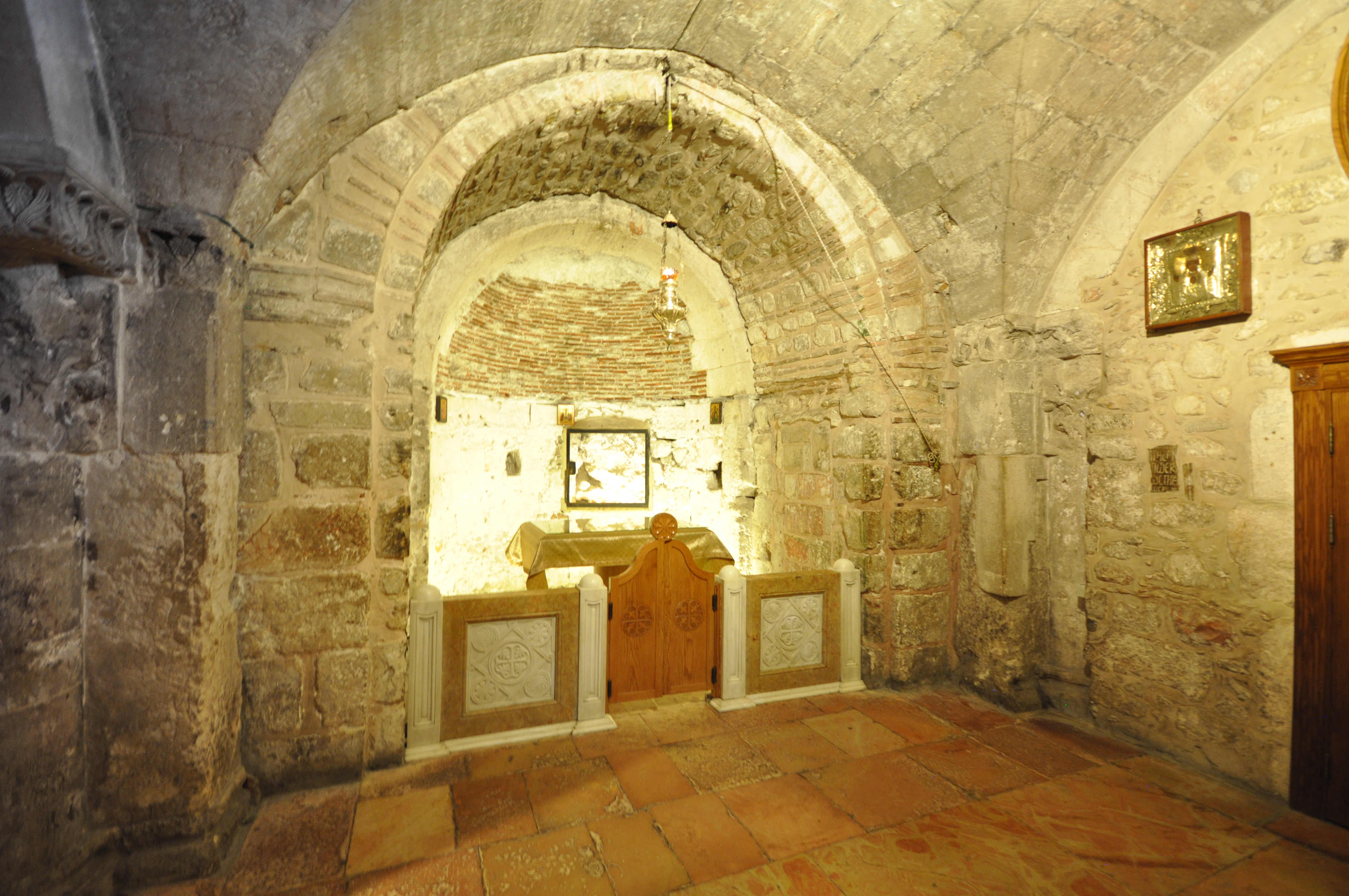
« Chapelle d'Adam » aménagée dans l'église du Saint-Sépulcre à Jérusalem.

La faute qui entraîne l'exclusion du jardin d'Éden est appelée péché originel. Cette doctrine, débattue depuis ses origines, a pris des formes distinctes dans les différentes confessions chrétiennes.
Une légende raconte qu'Adam connut Lilith (non mentionnée dans la Bible) avant Ève. Elle remonte à un récit très ancien[Lequel ?] où il est dit que Satan éprouva Adam par le corps charnel féminin (la chair contre l'esprit de Dieu)[source insuffisante].
Selon une tradition rapportée par les tenants d'une christologie adamique (Origène, Ambroise de Milan, Augustin d'Hippone et Basile de Césarée), Adam, chassé du paradis terrestre, vint terminer ses jours en Palestine et mourut au Golgotha. Une tradition plus tardive dit que sa tête est ensevelie sous le rocher du calvaire, dans la « chapelle d'Adam » de l'église du Saint-Sépulcre de Jérusalem. Jérôme de Stridon, polémiquant contre Origène, rappelle des traditions juives plus anciennes. Celles-ci offrent un récit merveilleux selon lequel les restes d'Adam sont sauvés du Déluge par Noé, et après sa sortie de l'arche, confiés à son fils Sem, qui les transporte et les inhume à Hébron (appelé Kiryat Arba dans la Bible) ou sous le mont Moriah.
À la suite des Pères de l'Église, et comme il a été dit avec des références à Paul VI et Jean-Paul II et Benoît XVI, l'Église catholique enseigne comme une « vérité de foi » l'existence d'un premier homme, duquel descend l'humanité tout entière. Bien que toutes les « vérités définies de foi » soient intangibles, la foi joue un rôle important, car sans elle on ne peut comprendre la doctrine relative au péché originel, et par voie de conséquence la doctrine de la Rédemption.
La chronologie biblique admise par les fondamentalistes protestants, qui prennent la Genèse au sens littéral, estime que Dieu aurait créé Adam en 5 562 avant notre ère, et même en 4 026 pour les Témoins de Jéhovah (La Tour de Garde, 1/08/1989).

### Tradition musulmane

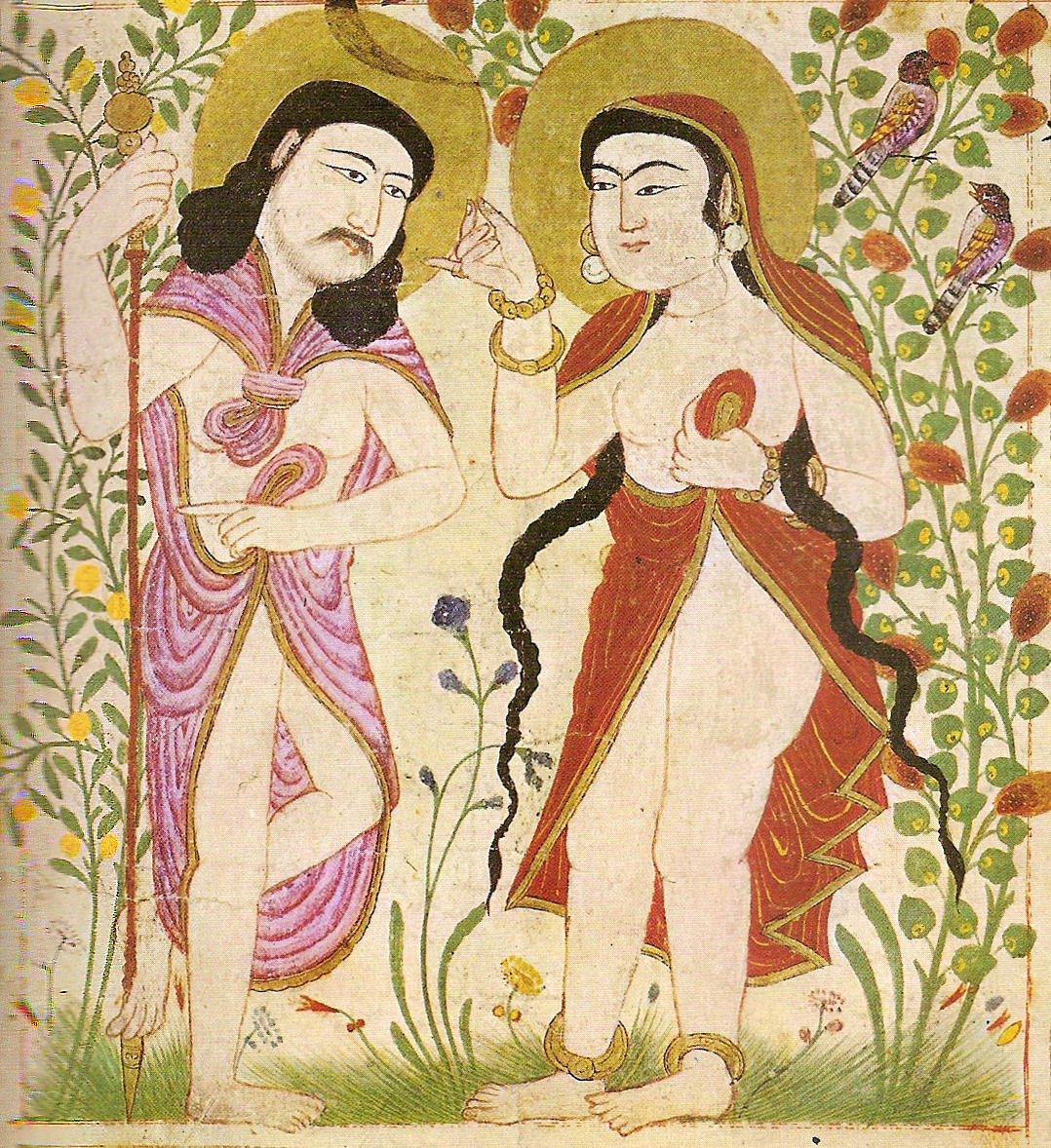
« Adam et Ève », art islamique mongol, Manâfi' al-Hayawân, Maragah (Iran), 1294-99.

Dans le Coran, Adam est le premier humain et est le père de l'humanité. Il acquiert, par la tradition, une dimension prophétique. Le récit musulman suit, dans les grandes lignes, le récit biblique mais a intégré des éléments des traditions juives (principalement) et chrétienne. Les récits légendaires sur Adam, fortement inspirés des écrits juifs, ont eu une grande importance à l'époque post-coranique. Le Coran relate l'histoire d'Adam, en particulier dans la sourate Al-Baqara (« La Vache », II). Avant sa Création, un dialogue entre Allah et les anges permet d'annoncer à ceux-ci la création de l'Homme. Ce type de discussion est connu dans la littérature juive.
Il est créé par Dieu, qui lui donne l'image la plus harmonieuse parmi ses créatures, à partir de l'argile et lui insuffle la vie. Le champ lexical de l'argile reste utilisé par le Coran pour évoquer la création de chaque homme. De nombreuses légendes ont été créées sur l'origine de l'argile ayant servi à la fabrication d'Adam ou sur l'esprit Ruh, concept d'origine judéo-chrétienne, insufflé à Adam. Certains y ont vu l'ange Gabriel.
Adam reçoit la connaissance de « tous les noms » (La Vache, II, 28-31). En raison de cette supériorité sur les anges, Allah ordonna aux anges de se prosterner devant Adam, ce qu’ils firent tous excepté Iblis qui, par orgueil, prétendait être plus élevé que l’Homme. Cette prosternation angélique se retrouve dans la littérature juive et le refus du diable dans la caverne des trésors, texte chrétien syriaque. La signification de l’expression « tous les noms » a fait l’objet d’interprétations divergentes.
Ce récit est suivi de la chute d’Adam. Si dans le Coran, Satan est le tentateur, les commentateurs font parfois intervenir un serpent, sous l’influence des écrits judéo-chrétiens. « Les commentateurs ne mettent pas en doute le fait qu’Adam a commis une faute, mais sous l’influence du dogme de l’impeccabilité prophétique, ils s’efforcent d’en minimiser le poids ». Pour certains, la faute est rejetée sur le serpent ou sur Ève, tandis que pour d’autres, la mission prophétique d’Adam ne commence qu’après la chute. Le Coran n’évoque pas de notion similaire au péché originel.
Certains savants musulmans sont d'avis qu'Adam était de couleur de peau noire. Ils s'appuient sur le verset Surah Al-Hijr 15:26 de la sourate Al-Hijr où Dieu explique comment il a créé l'homme, le terme arabe « ham-a » étant transcrit dans les tafsirs de théologiens tels qu'Al-Qurtubi ou Al-Shawkaani (en) ou encore de l'imam Al-Suyūtī par « boue noire ». D'autres savants tel que ibn Al-Athri ou encore Al-Tha'aalabi dans son Fiqh Al-Luqha soutiennent qu' « Adam » signifie une couleur de peau qui excède « asmar », ce qui veut dire une peau ou un teint très foncé . Ainsi Ibn Manzûr dira dans son encyclopédie Lisan Al-Arab : « les gens diffèrent sur la raison pour laquelle Adam a été nommé Adam... certains d'entre eux disent qu'il a été nommé Adam à cause de la couleur d'Adam qu'Allah lui a donnée »,.

### Adam dans diverses conceptions théologiques
Les bahá'ís voient en Adam le prophète de Dieu (le terme utilisé est « manifestation de Dieu ») le plus ancien selon l'Histoire connue, et n'excluent pas la possibilité de prédécesseurs oubliés. Adam a débuté le cycle adamique, un sous-ensemble de la révélation progressive, il y a 6 000 ans, qui a culminé avec Bahá'u'lláh. L'histoire biblique d'Adam et Ève est allégorique, selon l'explication d'‘Abdu’l-Bahá.

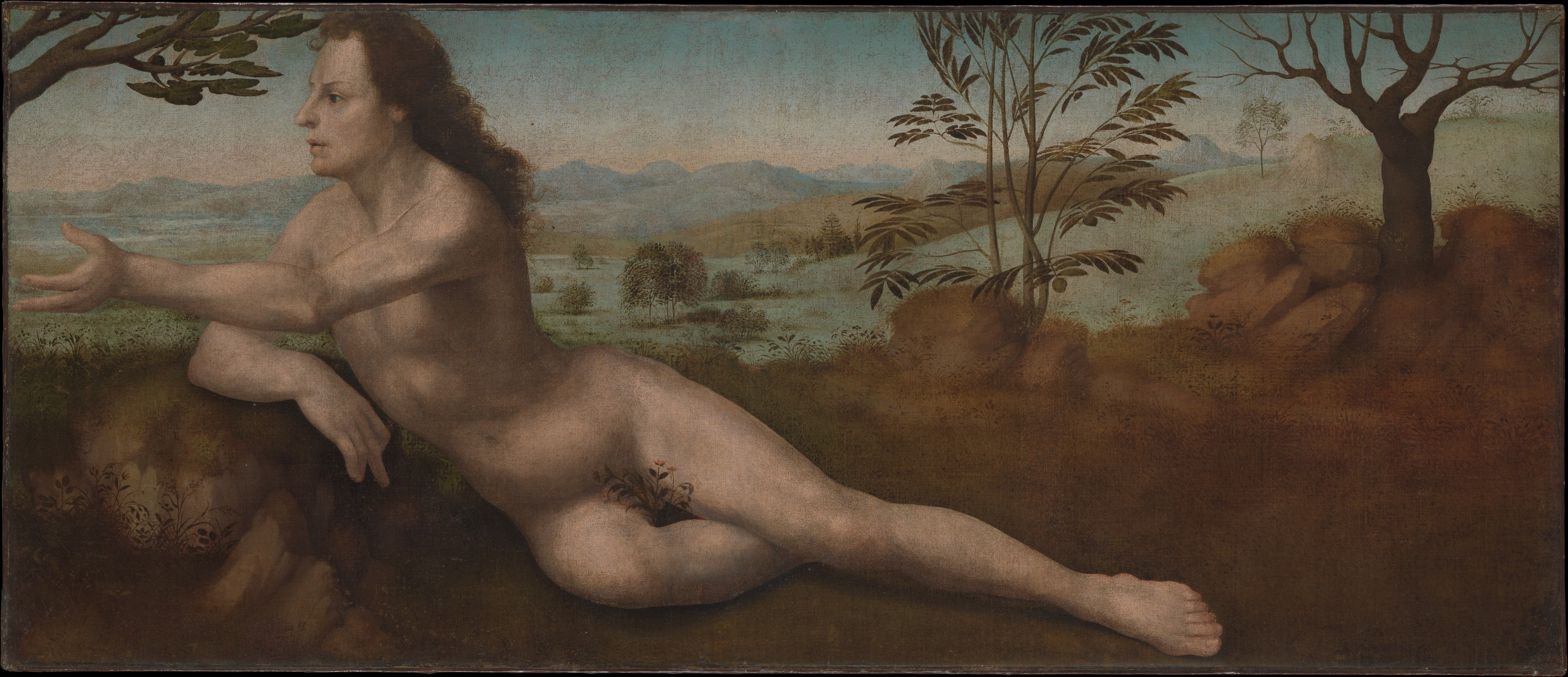
Adam par Giuliano Bugiardini, XVe siècle.

Chez les Druzes, Adam représente l'esprit universel et Ève l'âme universelle, « les parents spirituels d'où les âmes adamiques détiennent leurs identités ».
Les historiens francs-maçons ont affirmé qu'Adam et Ève étaient les premiers francs-maçons de l'histoire. Selon ce récit, Adam avait fait bâtir une loge dont Ève avait été exclue car elle était une femme. Ces thèmes sont représentés dans les écrits de Martinès de Pasqually, Claude de Saint-Martin et Willermoz. Il y a aussi la légende d'Adam Kadmon, qui est une figure du courant rosicrucien. Dans le rite d'York, certains Vénérables du 28e degré prennent le nom d'Adam. Ce récit maçonnique ressemble à celui des musulmans en un point : la croyance en une religion adamique, quelle qu'elle soit.

## Le récit confronté à la science

### Récit étiologique
Confronter la science et le récit adamique n'a pas de sens si le but de l'auteur biblique a été de donner une dimension symbolique et étiologique à ce texte de la Genèse, en voulant en faire un récit des origines (origine de l'Homme et du mal avec le péché originel). Adam est mentionné 44 fois[réf. souhaitée] dans la Bible hébraïque (Ancien Testament), à comparer aux 296 mentions d'Abraham et aux 808 de Moïse : le personnage d'Adam répond aux grandes fonctions de tout mythe : décrire, expliquer et justifier la dure condition de l'Homme par quelque faute antérieure. Michel Bakounine y verra, dans Dieu et l'État, une allégorie remarquable de la perte d'innocence apportée à l'Homme par la raison. L'idée est souvent reprise, sans en créditer son auteur, par Erich Fromm dans ses ouvrages.

### Aspect scientifique

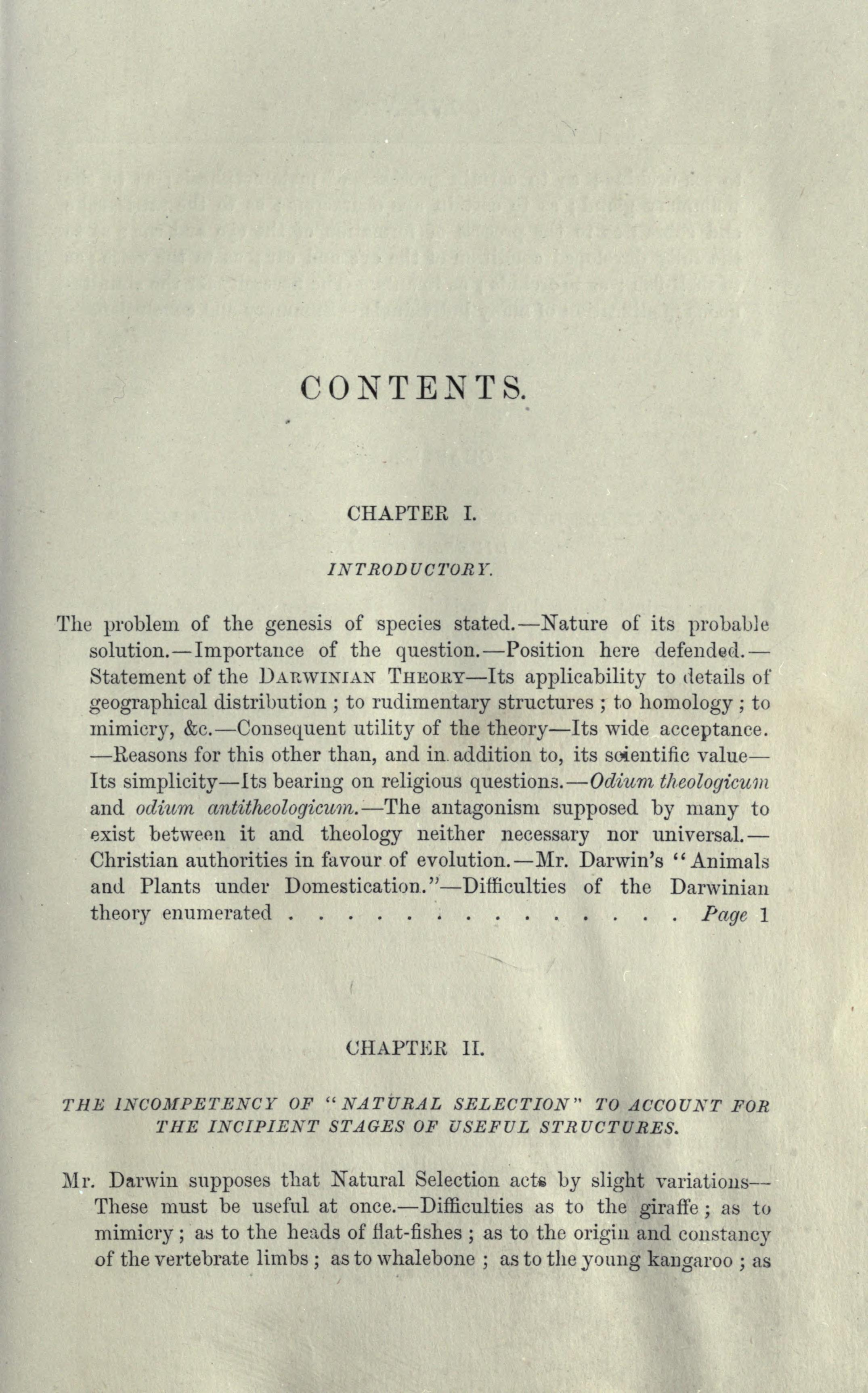
Sur la Genèse des espèces, St. George Jackson Mivart, 1871.

Le récit d'Adam, quelle que soit son origine, fait intervenir un premier homme et s'oppose donc, si on le prend au pied de la lettre, à son apparition bien plus graduelle par la théorie de l'évolution. L'évolution humaine progressive, est considérée par l'Église catholique — et étudiée par certains de ses membres (Abbé Breuil, Teilhard de Chardin) — comme hypothèse. Elle sera admise à partir de Jean-Paul II, et sur recommandation de l'Académie pontificale des sciences, comme « davantage qu'une hypothèse », un euphémisme pour désigner une théorie scientifique. Le concept d'Adam a dans ce cas un sens allégorique, prenant acte de la différence énorme d'entendement entre l'Homme et le reste du monde animé. Dans la Genèse, Adam se voit confier par l'Éternel une prérogative importante : donner des noms à tous les animaux (il ne trouve pas, parmi eux, une aide assortie). Cette délégation de pouvoir disparaît dans le Coran, où c'est au contraire Allah, Dieu en arabe, qui est censé enseigner à Adam le nom de toute chose[réf. nécessaire].
L'espèce Homo sapiens (seule espèce humaine subsistante) descend d'espèces antérieures non encore assurément identifiées (peut-être Homo rhodesiensis), il y a au moins 300 000 ans, quelque part en Afrique. Elle a évolué graduellement en Afrique avant de se répandre sur toute la Terre à partir d'environ 55 000 ans avant le présent, où elle s'est métissée avec Homo neanderthalis et Homo denisovensis,.
On a introduit dans la littérature scientifique à partir de 1986, les expressions Adam chromosomique (ou Adam-Y) et Ève mitochondriale à partir de l'analyse des génomes gonosomaux de l'humanité actuelle. Ève mitochondriale aurait vécu en Afrique il y a environ 150 000 ans, et Adam-Y aussi en Afrique, mais à une date plus discutée. Malgré leur dénomination biblique, Ève mitochondriale et Adam-Y ne sont pas uniques ancêtres de l'humanité à l'époque où ils ont vécu. De plus, ils n'ont aucune raison d'avoir été contemporains. Enfin, ces deux titres changent régulièrement de titulaires, au rythme de l'extinction des lignées agnatiques (patrilinéaires) et cognatiques (matrilinéaires) humaines.

### Point de vue de l'Église catholique
Pour l'Église catholique, le principal enseignement du récit de la Création est que l'Homme est une créature divine. La façon dont Dieu a opéré pour le créer est secondaire et le récit de la Bible ne peut être qu'allégorique.
L'Église catholique rejette l'idée que ce qui fonctionne sur la Terre serait seulement occasionnel, produit par l'irrationnel, et affirme que « chacun de nous est le fruit d'une pensée de Dieu » ; elle rejette par ailleurs comme immoral le darwinisme idéologique : le darwinisme constitue un édifice descriptif et explicatif, et non pas une injonction morale et normative. La confusion a été facilitée par une ambiguïté constatée tant en anglais qu'en français : Darwin explique que les lignées le mieux adaptées devraient (ought to) éliminer à long terme celles qui le sont moins. Mais il s'agit là d'une estimation du probable, et nullement de quelque objectif moral.
En 1948, L'Église catholique semble ne pas s'opposer aux théories de l'évolution, celle-ci étant admise comme simple hypothèse depuis le début du XXe siècle (le jésuite Teilhard de Chardin travaillait dans ce cadre) puis comme davantage qu'une hypothèse en 1996. Cependant, en 1950, en ce qui concerne Adam, la position de l’Église catholique est clairement recadrée par l’encyclique de Pie XII, Humani generis.

« Mais quand il s'agit d'une autre vue conjecturale qu'on appelle le polygénisme, les fils de l’Église ne jouissent plus du tout de la même liberté. Les fidèles en effet ne peuvent pas adopter une théorie dont les tenants affirment ou bien qu'après Adam il y a eu sur la terre de véritables hommes qui ne descendaient pas de lui comme du premier père commun par génération naturelle, ou bien qu'Adam désigne tout l'ensemble des innombrables premiers pères. En effet on ne voit absolument pas comment pareille affirmation peut s'accorder avec ce que les sources de la vérité révélée et les Actes du magistère de l’Église enseignent sur le péché originel, lequel procède d'un péché réellement commis par une seule personne Adam et, transmis à tous par génération, se trouve en chacun comme sien. »

.
Pie XII enjoint explicitement à ses fidèles de ne pas s'appuyer sur la lettre de la commission pontificale

« [I]l Nous faut déplorer une manière vraiment trop libre d'interpréter les livres historiques de l'Ancien Testament, dont les tenants invoquent à tort, pour se justifier, la lettre récente de la Commission Pontificale biblique à l'Archevêque de Paris. »

Dans ses positions ultérieures plus ambiguës, l'Église stipule que Dieu est le seul créateur, qu'il a créé le monde par amour, et que l'esprit ne peut pas être le fruit d'une simple évolution de la matière, comme l'écrit Jean-Paul II à l'Académie pontificale des sciences,. Il n'y aborde pas l’existence d'Adam, père de l'humanité, mais confirme les propos de Pie XII :

« Dans son encyclique « Humani Generis » (1950), mon prédécesseur Pie XII avait déjà affirmé qu'il n'y avait pas opposition entre l'évolution et la doctrine de la foi sur l'homme et sur sa vocation, à condition de ne pas perdre de vue quelques points fermes. »

Benoît XVI résume ce point de vue en avril 2007 devant des jeunes du diocèse de Rome : le catholicisme croit en « la raison créatrice au début de tout et principe de tout », énoncé peu réfutable au sens de Karl Popper et sur lequel la science ne peut donc prendre de position dans un sens ni dans l'autre.

## Adam dans les arts et la littérature
- La Création d'Adam, fresque peinte par Michel-Ange.

Le cycle d'Adam reste un thème mineur dans l'iconographie de l'art paléochrétien.

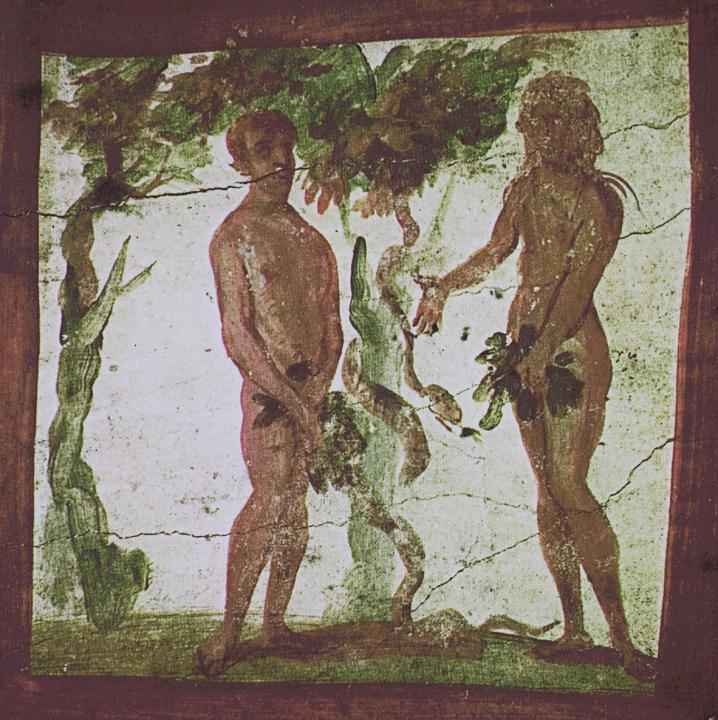
Adam et Eve. catacombes romaines, IVe siècle
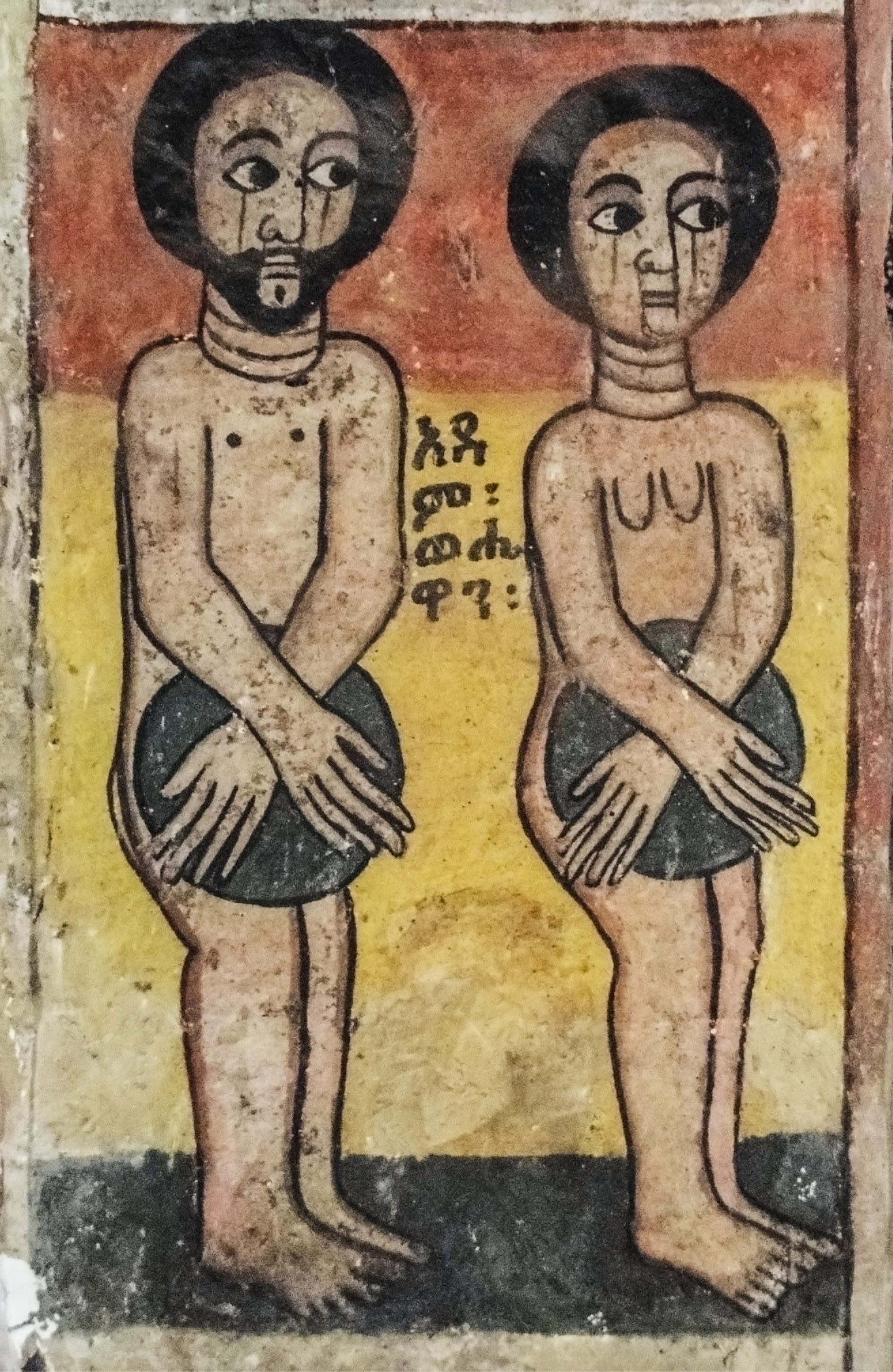
Peinture d'Adam et Ève, VI-XIV° s[57]., en l'église rupestre Abreha et Atsbeha, Éthiopie.
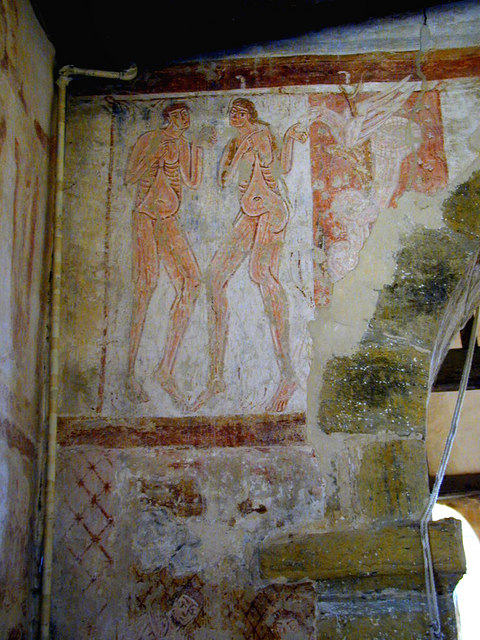
Peinture murale, v. 1100, église St Botolph, Hardham, Sussex, Grande-Bretagne.
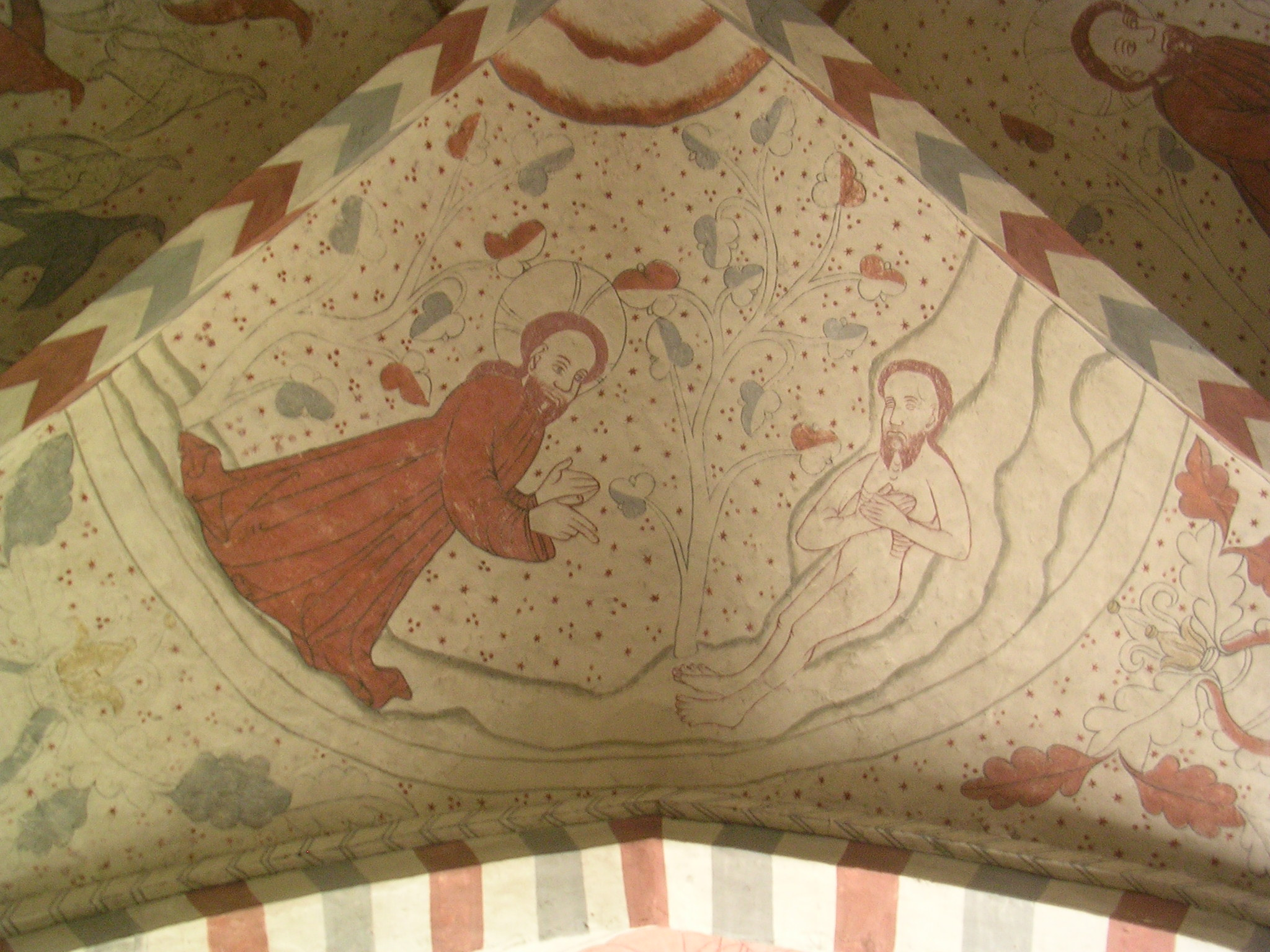
« Dieu crée Adam », XVe siècle, église Vittskövle, Suède.
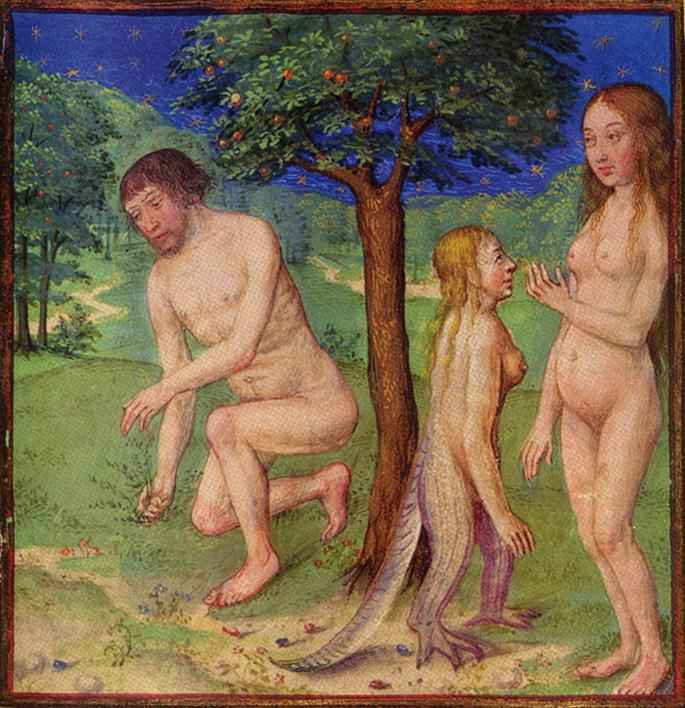
Adam et Eve, enluminure du XVe siècle
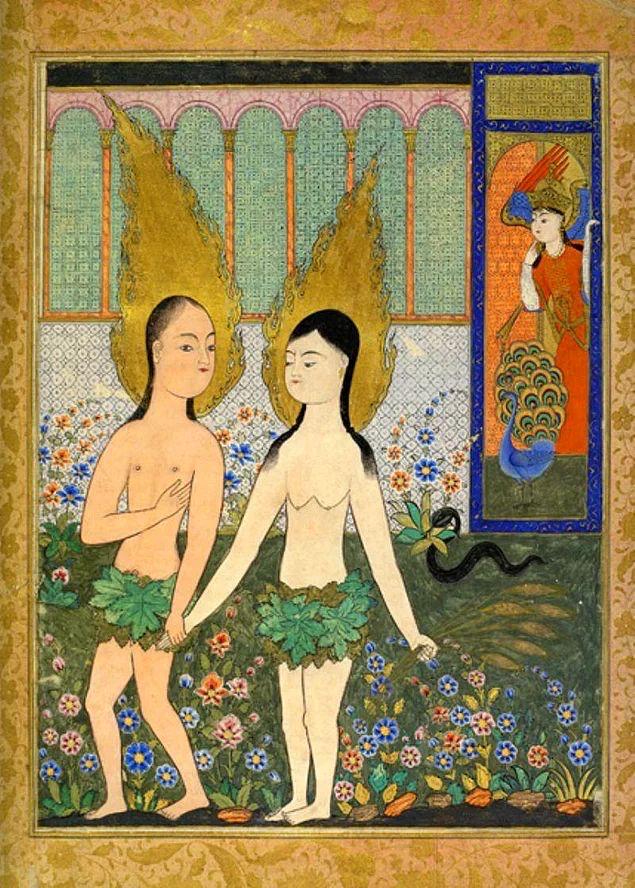
« Adam et Eve expulsés du Paradis », manuscrit Fal-nameh, XVIe siècle, Musée du palais de Topkapi, Turquie.
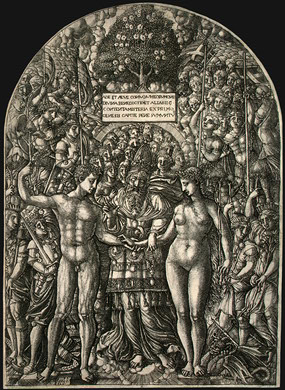
Le mariage d'Adam et Eve, J. Duvet, v. 1540-55.
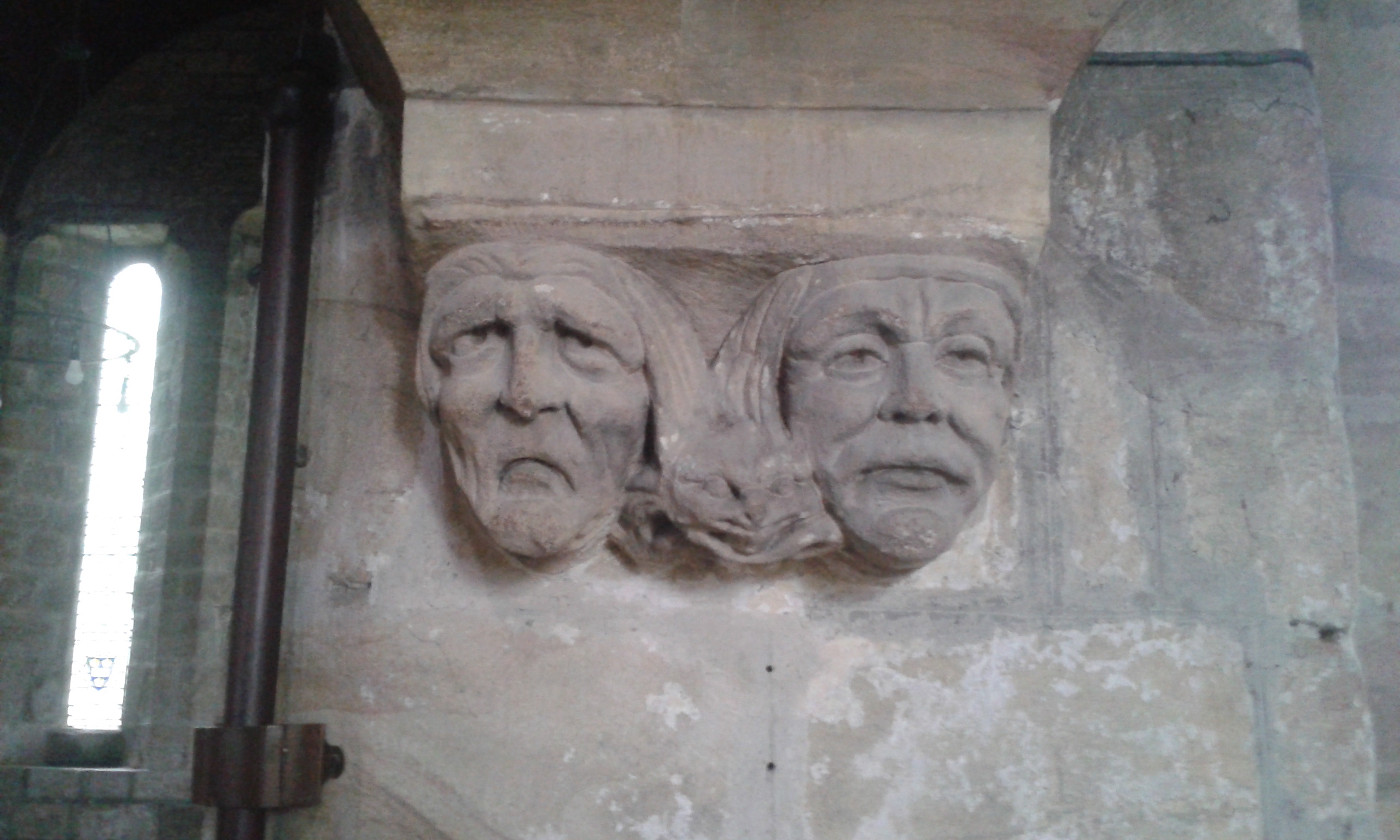
Église de St Mary, Ponteland, Northumberland, Royaume-Uni.
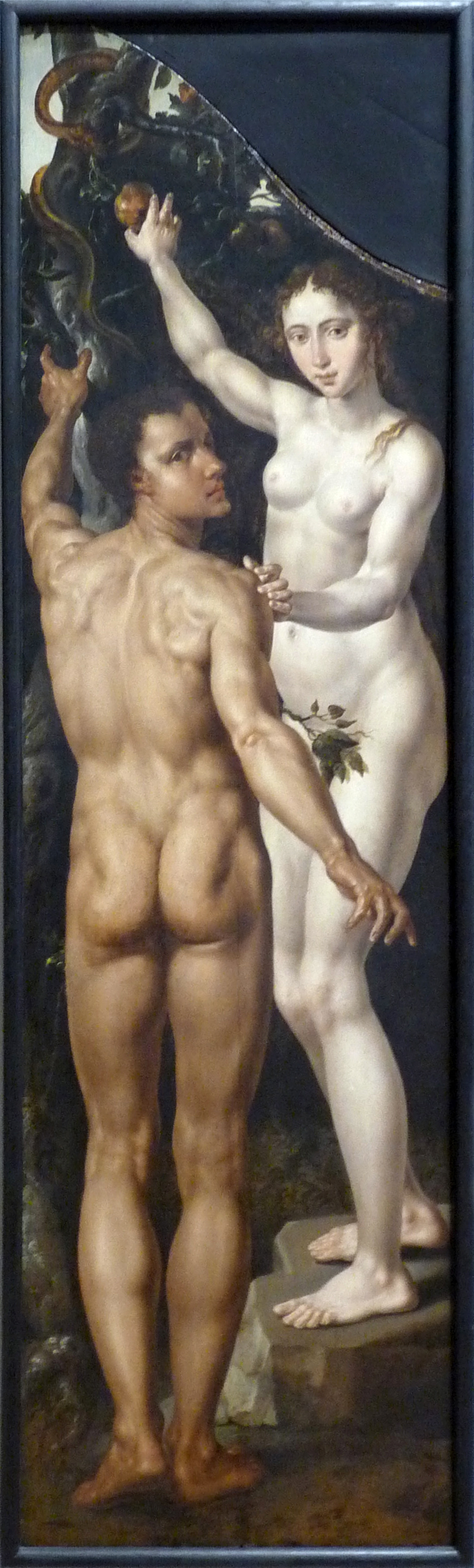
Adam et Eve, huile sur bois, Martin van Heemskerck, v. 1550, Musée des Beaux-Arts de Strasbourg
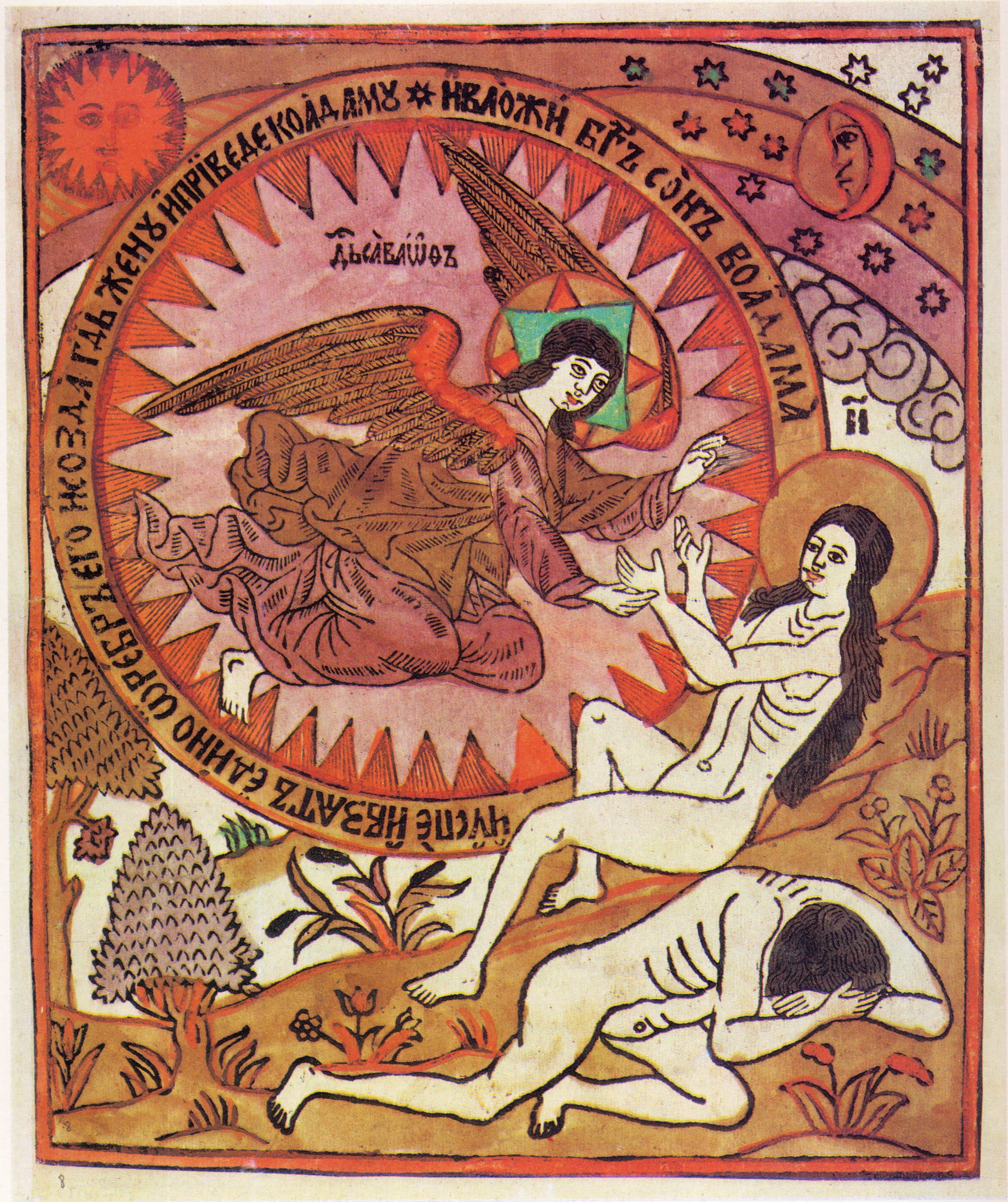
Adam & Eve, loubok sur bois, Russie, 1792.
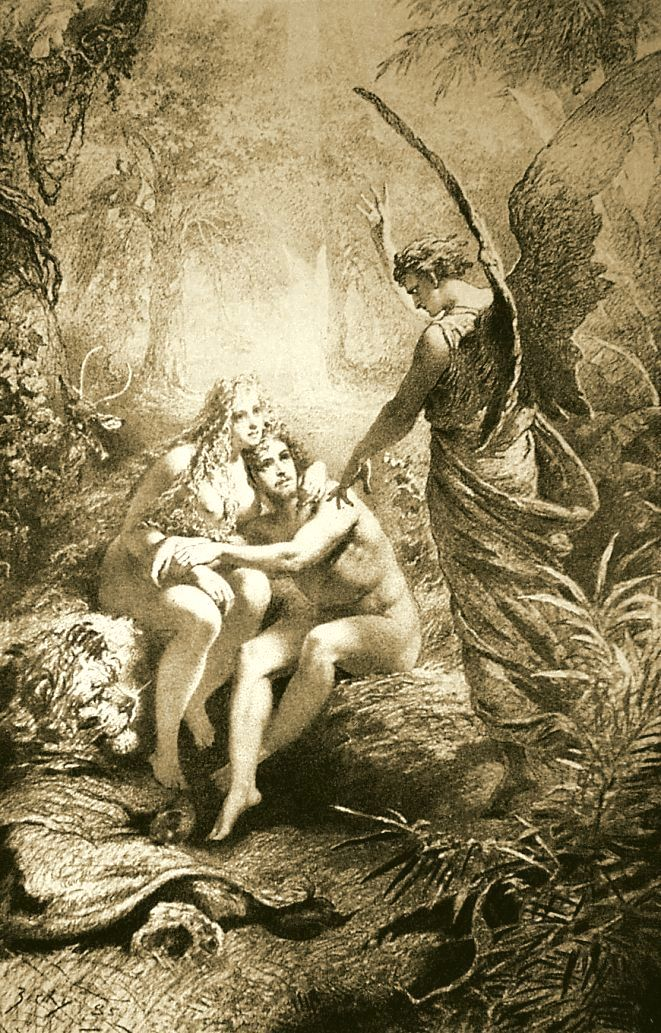
Adam et Eve, Mihály Zichy, XIXe siècle
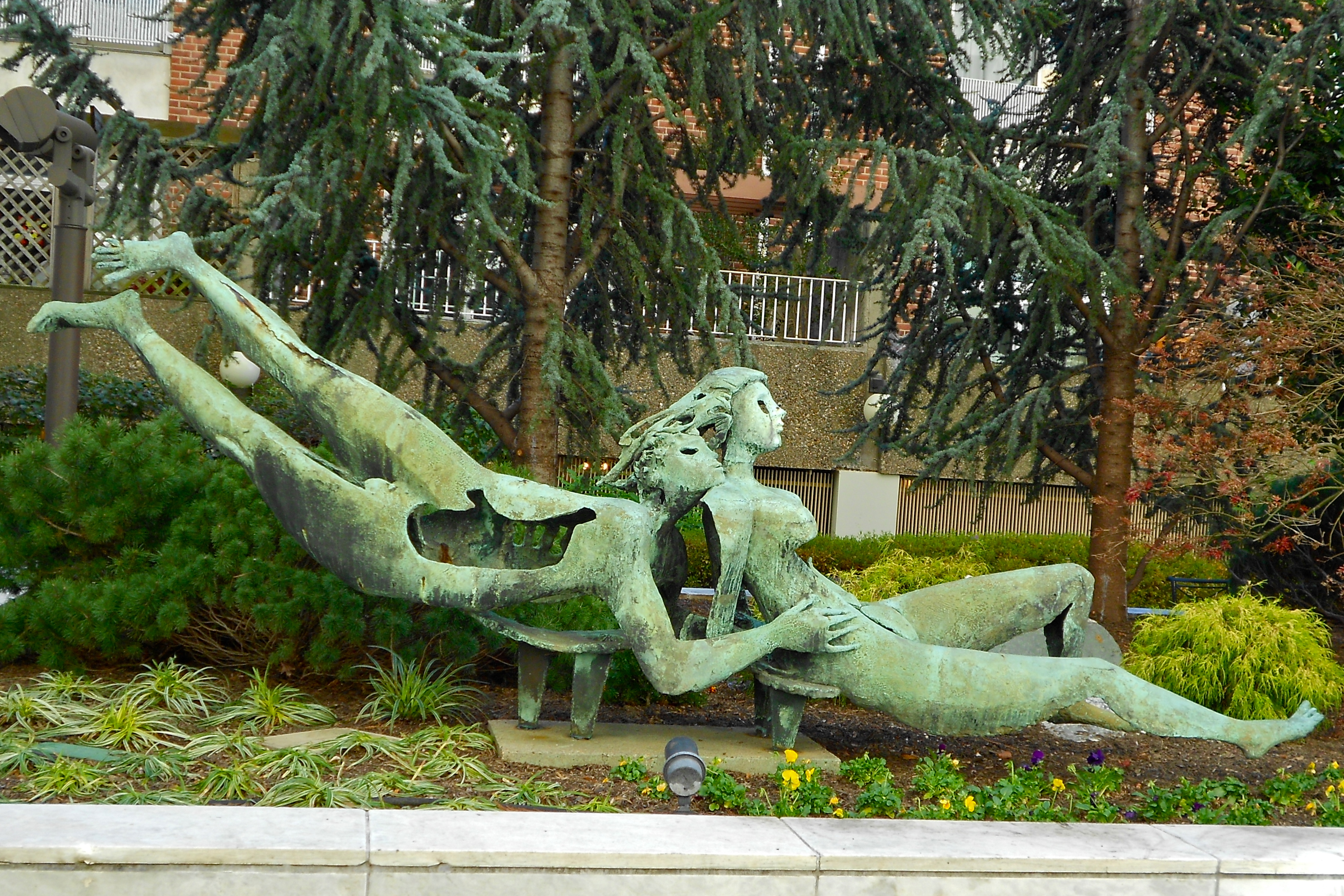
Adam et Eve, bronze (en) d'Oscar Stonorov (en), Hopkinson House, Washington Square, Philadelphie, Pennsylvanie (États-Unis), 1962.

### Musique
- Élisabeth Jacquet de La Guerre, Adam, cantate spirituelle, EJG 31.

### Dans la culture populaire
- Adam apparaît dans le manga Valkyrie Apocalypse en tant que représentant de l'humanité. Il affronte Zeus.